# Pyrausta fuscalis
Pyrausta fuscalis là một loài bướm đêm trong họ Crambidae.